# El impostor (programa de televisión)
El impostor fue un game show peruano. El programa es producido por GV Producciones y fue conducido por Sergio Galliani. Se estrenó el domingo 16 de febrero de 2014 a las 7:00 p. m. por América Televisión.

## Formato
El programa premió, cada semana, con 15 mil soles al famoso que logre descubrir quién es la persona que no forma parte de una familia. Antes de dar su veredicto, el concursante podrá hacer distintas preguntas e incluso conversar con los vecinos.

## Concursantes
| # Ep. | Fecha de emisión      | Concursante             |
| ----- | --------------------- | ----------------------- |
| 1     | 16 de febrero de 2014 | Phillip Butters         |
| 2     | 23 de febrero de 2014 | Monique Pardo           |
| 3     | 2 de marzo de 2014    | La Pánfila              |
| 4     | 9 de marzo de 2014    | Federico Salazar        |
| 5     | 16 de marzo de 2014   | Andy V                  |
| 6     | 23 de marzo de 2014   | Andrés Wiese            |
| 7     | 30 de marzo de 2014   | Marisol Aguirre         |
| 8     | 6 de abril de 2014    | Miguel "Conejo" Rebosio |
| 9     | 13 de abril de 2014   | Cecilia Tait            |

## Recepción
En su estreno, el programa obtuvo de promedio 6.7 puntos de índice de audiencia, convirtiéndolo en segundo programa más visto en su horario, sólo superado por Tu cara me suena.